# Locais de competição dos Jogos Olímpicos de Verão de 1996
Esses são os locais de competição dos Jogos Olímpicos de Verão de 1996.

## Dentro do anel olímpico

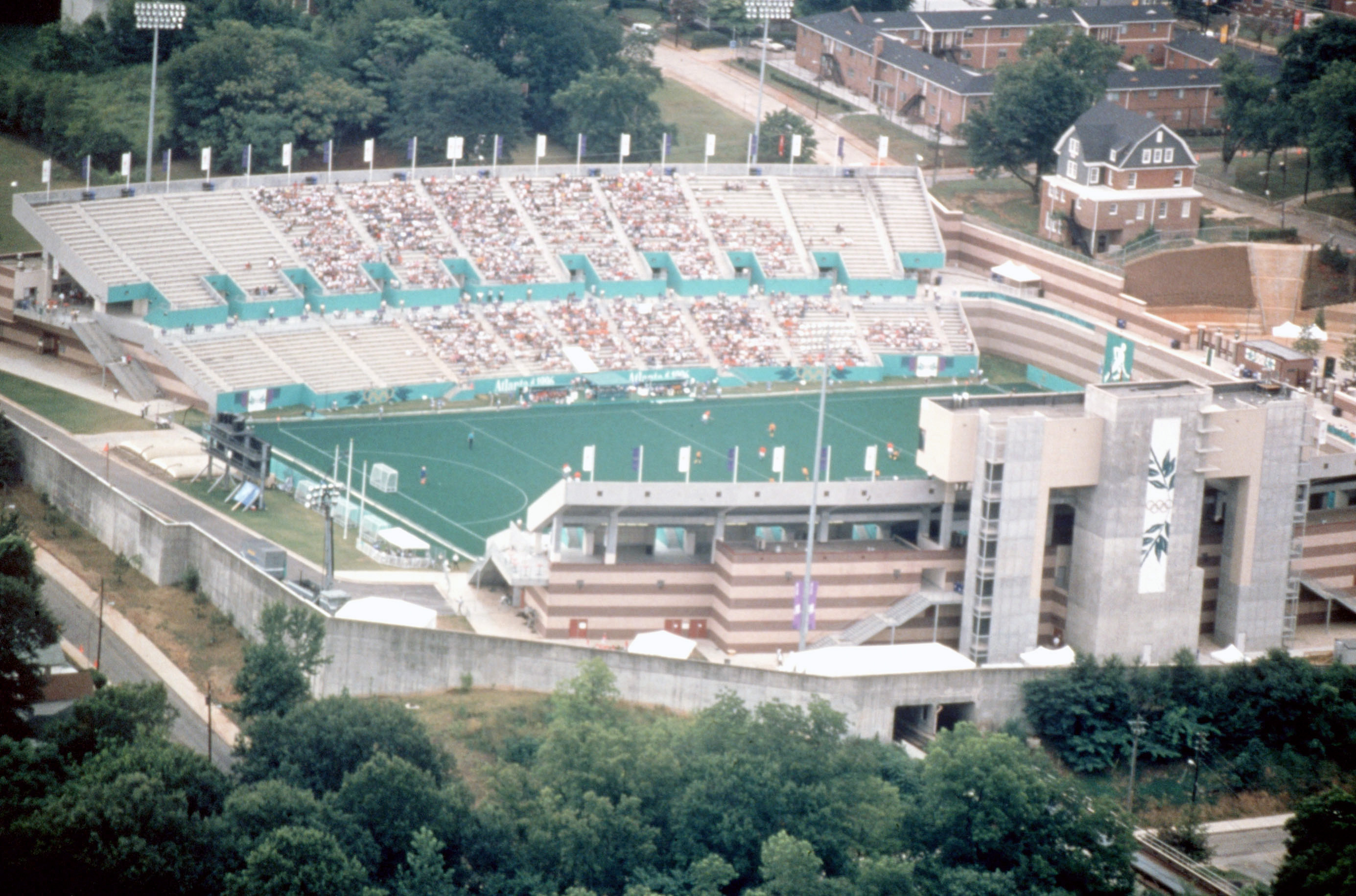
Morris Brown College Stadium, sede do hóquei nos Jogos Olímpicos

- - Centennial Olympic Stadium - Cerimônias de abertura e encerramento, atletismo
  - Georgia Dome - Basquetebol, ginástica artística, handebol
  - Georgia Tech Aquatic Center - Natação, natação sincronizada, pólo aquático
  - Atlanta-Fulton County Stadium - Beisebol
  - Georgia World Congress Center - Esgrima, handebol, judô, tênis de mesa, halterofilismo, luta
  - Omni Coliseum - Voleibol
  - Morris Brown College Stadium - Hóquei sobre grama
  - Georgia State University Sports Arena - Badminton
  - Morehouse College - Basquetebol
  - Alexander Memorial Coliseum - Boxe

## Na área metropolitana de Atlanta
- - Stone Mountain Tennis Center (Stone Mountain, Geórgia) - Tênis
  - Stone Mountain Park Archery Center - Tiro com arco
  - Stone Mountain Park Velodrome - Ciclismo de pista
  - Atlanta Beach (Jonesboro, Geórgia) - Voleibol de praia
  - Wolf Creek Shooting Complex - Tiro
  - Georgia International Horse Park (Conyers, Geórgia) - Hipismo, ciclismo de mountain bike
  - Lago Lanier (próximo a Gainesville, Geórgia) - Remo, canoagem de velocidade

## Outros locais
- - Sanford Stadium (Athens, Geórgia) - Futebol
  - Stegeman Coliseum (Athens, Geórgia) - Voleibol, ginástica rítmica
  - Rio Savannah (em Savannah, Geórgia) - Iatismo (vela)
  - Rio Ocoee (Polk County, Tennessee) - Canoagem slalom
  - Golden Park (Columbus, Geórgia) - Softbol
  - Legion Field (Birmingham, Alabama) - Futebol
  - RFK Stadium (Washington, D.C.) - Futebol
  - Citrus Bowl (Orlando, Flórida) - Futebol
  - Miami Orange Bowl (Miami, Flórida) - Futebol